# 毎日放送制作日曜夕方5時枠のアニメ
- 毎日放送 > 毎日放送番組一覧 > 毎日放送制作日曜夕方5時枠のアニメ
- アニメ > テレビアニメ > TBS系アニメ/全日帯のテレビアニメ放送枠の一覧 > 毎日放送制作日曜夕方5時枠のアニメ

本項では、2008年4月6日から2017年4月2日まで、および2022年4月3日から毎日放送の制作により、TBS系列各局で毎週日曜17:00 - 17:30（JST）に放送されていた、もしくはされているアニメ枠『日5』（にちご）のアニメ作品一覧について記述する。

## 概要
1993年7月3日から2008年3月29日までの間TBSテレビ系列各局で毎週土曜18時00分 - 18時30分に放送されていたアニメ枠（枠自体は『料理天国』の後継として1992年10月3日の開始。途中断続的に特撮『ウルトラシリーズ』を放送したため、一時中断期が2回ある。通称：「土6」）が、TBS制作『報道特集NEXT』（『JNN報道特集』を改題・枠拡大・リニューアルして枠移動）と入れ替わる形で誕生した。枠開始当初のキャッチフレーズは「ここがアニメの聖地となる」。
本枠の開始に先駆けて、千葉繁とゆかながナレーションを担当し2002年以降の「土6」枠作品を回顧しながら『コードギアス 反逆のルルーシュR2』の開始告知を兼ねた枠移動告知スポットが放送された。
当枠の略称を当初「日曜午後五」（にちようごごご）と称していたが、やがてファンの間では自然発生的に「日5」と称されるようになり、当枠でアニメ作品が放送し続けるに伴いメディアの記事でも使われるなど半ば公称化していったが、この時点ではあくまでも通称に留まっている。

### ひとまずの終了、その後の動き
2016年12月20日に、2017年4月改編で土曜日の早朝に1時間のアニメ枠『アニメサタデー630』を編成し、「日5」枠が2017年4月2日をもって終了することが発表された。TBS系列の全国ネットで1時間のアニメ枠が設置されるのは、1982年10月 - 1983年3月まで設置されていた『サンデーアニメプレゼント』（前半枠「愛の戦士レインボーマン」、後半枠「超時空要塞マクロス」）以来、34年ぶり。
「日5」のアニメ枠終了後は、2016年12月24日に特別番組として放送されたバラエティ番組『所さんお届けモノです!』が2017年4月9日よりレギュラー放送を開始している。なお、『アニメサタデー630』枠は2019年6月に終了し、本局制作の全国ネットのアニメ枠は深夜帯の『スーパーアニメイズム』に移行した。

### 5年ぶりの復活
2022年1月29日、『スーパーアニメイズム』枠で放送していた『からかい上手の高木さん3』の放送後、これまでの日5作品を振り返る（『僕のヒーローアカデミア（第1期）』は除く）“日5”復活トリビュートPVが流れ、日曜夕方5時のアニメ枠が復活し、同年10月より『機動戦士ガンダム 水星の魔女』を放送することが発表された。
2022年2月12日には、同年4月より『呪術廻戦』第1期を本枠にて再放送することも発表。2022年2月23日放送の『呪術廻戦』京都姉妹校交流会編一挙放送SPでも放送後に前回同様のトリビュートPVが流れ、この回では最初に「「日5」復活」のテロップが表記され、最後に『呪術廻戦』の再放送予告が流れた。これにより、TBS系列の全日帯における全国ネットのアニメ枠が「アニメサタデー630」終了以来2年9か月ぶりに再開されることとなった。なお、『スーパーアニメイズム』枠も存続し、毎日放送の全国ネットのアニメ枠は2枠となった。また、この枠の「第2期」開始より、通称であった「日5」を正式な番組枠名とすることも同局のアニメ情報ページや番組EPGなどから明らかとなっている。
2023年10月からは日曜16時30分枠にTBS制作の全国ネットアニメ枠が新設、これにより「日5」とあわせて日曜夕方に1時間のアニメ枠が設定されることになった。TBS系列の全日帯の全国ネットアニメが1時間連続で放送されるのは、『アニメサタデー630』が終了して以来、4年3か月ぶりのことである。
2024年4月からは日曜23時30分枠のCBCテレビ制作の全国ネット番組枠がバラエティー番組から深夜アニメへ変更され、『アガルアニメ』枠が新設されたことにより、同日の全国ネットアニメ枠は3本へと拡大されることとなった。

## 特徴
「土6」時代とは異なり、基本的に提供バックがなく本編内で画面下に提供クレジットが表示されている。
リアルタイムでの視聴を促進するべく、連動データ放送の内容充実や携帯待ち受け画像のプレゼントが盛んに行われている。
京まふ・アニメ コンテンツ エキスポ（2013年）・AnimeJapan（2014年以降）での毎日放送ブースでも、当枠の作品が「日5」として紹介されている。
第1期で「土6」時代では行われていた次番組へのクロスプログラムは廃止されたが、第2期で『所さんお届けモノです!』の日曜夕方時代と同様、本編終了後に後続の『Nスタ』（TBS制作）のクロスプログラムが挿入されている。
2016年4月に『カミワザ・ワンダ』が開始するまでは、TBS系列では唯一の全国ネットアニメだった。
第2期より「日5」が正式な番組枠名となったことを受けて暫定的にロゴが用意されていたが、2022年10月期より7セグメントディスプレイの数字をモチーフにしたロゴを新たに制定。「スーパーアニメイズム」枠同様、約3秒間の短いジングルが放送開始前の冒頭に流れる。
2025年4月期より、『アニメイズム』『スーパーアニメイズムTURBO』と同様にジングルが主にローカル深夜アニメ枠で使用される「MBS ANIMATION」のジングルのロゴ部分を差し替えたものに変更された。また、同時に枠名ロゴも変更されている。

## ネット局と放送時間
| 放送期間                                     | 放送時間           | 放送局                                      | 対象地域 | 備考 |
| -------------------------------------------- | ------------------ | ------------------------------------------- | -------- | ---- |
| 2008年4月6日 - 2017年4月2日 2022年4月3日 -   | 日曜 17:00 - 17:30 | 毎日放送（製作局）をはじめとするTBS系列28局 | 日本国内 |      |
| 全ネット局で字幕放送・連動データ放送を実施。 |                    |                                             |          |      |

この他、『シャングリラ・フロンティア (1st season)』以降の作品は、BS日テレ（BS放送）の「アニメにむちゅ〜」枠にて遅れネットが行われている。

## 番組一覧
- 全番組ハイビジョン制作・放送、字幕放送、連動データ放送共に実施している。
- 『鋼の錬金術師 FULLMETAL ALCHEMIST』以降の作品（一部除く）は全国ネットにもかかわらず、局クレジットにMBS独自のロゴタイプを使用していない[注釈 15]。
- MBS携帯サイトにて、名場面投票を実施している。

| 番組名                                                        | 制作                                                  | 放送期間                       | 話数 | 備考 |
| 本放送作品（第1期）                                           | 本放送作品（第1期）                                   | 本放送作品（第1期）            | 本放送作品（第1期） | 本放送作品（第1期） |
| ------------------------------------------------------------- | ----------------------------------------------------- | ------------------------------ | --- | --- |
| コードギアス 反逆のルルーシュR2                               | サンライズ                                            | 2008年4月6日 - 9月28日         | 全25話 | 第1期は2006年10月からMBSの金曜未明（木曜深夜）をはじめとするJNN主要10局の深夜枠で、 2007年10月からはBSS、NBCを除く同系列計26局（前述の10局の一部を含む）でも遅れて放送された。 本放送途中で特別番組を放送。また、本期も前作同様、本放送終了後にBS-iにて放送。 |
| 機動戦士ガンダム00（2nd Season）                              | サンライズ                                            | 2008年10月5日 - 2009年3月29日  | 全25話 | 「土6」枠最後の作品となった1st Seasonの終了から6か月空けての放送となる。 本作も前作同様、本放送終了後にBS-TBSにて放送。 後に本作の続編となる『劇場版 機動戦士ガンダム00 -A wakening of the Trailblazer-』が公開された。 |
| 鋼の錬金術師 FULLMETAL ALCHEMIST                              | ボンズ                                                | 2009年4月5日 - 2010年7月4日    | 全64話 | 2003年10月から1年間「土6」枠で放送されていた旧アニメの続編ではなく、原作漫画の展開に沿って、再アニメ化された完全新規作品である。これに伴ってスタッフや一部キャストが変更されている。 当枠では初の5クールの放送となった。制作側の要望により、最終回が一週繰り下げられた。 後に劇場版アニメ『鋼の錬金術師 嘆きの丘の聖なる星』がオリジナルストーリーで公開。 |
| 戦国BASARA弐                                                  | Production I.G                                        | 2010年7月11日 - 9月26日        | 全12話 | 第1期はMBSとCBCの共同製作で、2009年4月から主なTBS系列局の深夜枠で放送されたが、 第2期はMBS単独製作となっている。放送に先駆け、一部地域では第1期の総集編を放送。 また、当作品よりアナログ放送では16:9レターボックス放送に移行した。 後に本作の続編となる劇場版アニメ『劇場版 戦国BASARA -The Last Party-』が公開。 2014年7月より放送のテレビアニメ3作目は再び深夜帯に戻り、日本テレビなどで放送。 |
| STAR DRIVER 輝きのタクト                                      | ボンズ                                                | 2010年10月3日 - 2011年4月3日   | 全25話 | 当枠初の完全オリジナル作品。 後に本作の総集編に新作パートを加えた劇場版アニメ『スタードライバー THE MOVIE』が公開された。 |
| 青の祓魔師                                                    | A-1 Pictures                                          | 2011年4月17日 - 10月2日        | 全25話 | MBS製作アニメとしては初となる、『ジャンプスクエア』に連載の漫画を原作とした作品。 BSデジタル放送ではBS11の『ANIME+』枠にて1年半遅れネット。 後に本作の後日譚として劇場版アニメ『青の祓魔師 ―劇場版―』が公開。 2017年1月からの第2期は深夜帯に移動し『アニメイズム』B1枠で放送。 |
| 機動戦士ガンダムAGE                                           | サンライズ                                            | 2011年10月9日 - 2012年9月23日  | 全49話 | 地上アナログ放送の終了を機に制定された新しい局ロゴタイプを使用。 BSデジタル放送ではBS11の『アニメ+』枠にて1クール遅れネット。 |
| マギ The labyrinth of magic                                   | A-1 Pictures                                          | 2012年10月7日 - 2013年3月31日  | 全25話 | 『週刊少年サンデー』連載の漫画を原作とした作品であり、小学館創業90周年企画を銘打っている。 また、当枠で週刊少年漫画雑誌に連載の漫画原作の作品が放送されるのも初めてとなる。 テレビアニメ史上初のTwitter連動データ放送を実施。 2012年9月30日には放送開始直前特別番組を放送。 |
| 宇宙戦艦ヤマト2199                                            | XEBEC                                                 | 2013年4月7日 - 9月29日         | 全26話 | 読売テレビ製作・日本テレビ系列で放送された『宇宙戦艦ヤマト』のリメイク版。 劇場先行公開の後のテレビ放送となる。テレビ版ではMBSが製作クレジットに記載されている。 2013年9月22日放送の第25話「終わりなき戦い」で前身を含めて通算放送回数1000回を達成した。 BSデジタル放送ではBS11の『ANIME+』枠にて1年遅れネット。 後に総集編『宇宙戦艦ヤマト2199 追憶の航海』、サイドストーリー『宇宙戦艦ヤマト2199 星巡る方舟』が劇場版アニメとして公開された。 本作の続編『宇宙戦艦ヤマト2202 愛の戦士たち』の劇場先行公開後のテレビ放送は深夜アニメとしてテレビ東京などで放送。 |
| マギ The kingdom of magic                                     | A-1 Pictures                                          | 2013年10月6日 - 2014年3月30日  | 全25話 | テレビアニメ第2期。 スピンオフ『マギ シンドバッドの冒険』は『アニメイズム』B2枠で放送。 |
| ハイキュー!!（第1期）                                         | Production I.G                                        | 2014年4月6日 - 9月21日         | 全25話 | 『週刊少年ジャンプ』原作アニメおよびスポーツアニメの放送は当枠で初となる。 2015年10月からの第2期は深夜帯に移動しMBS『アニメシャワー』枠などでUHFアニメとして放送。 2016年10月からの第3期は『アニメイズム』B1枠で放送。 第4期は2020年1月からの前半クールは『スーパーアニメイズム』枠で、同年10月からの後半クールは『アニメイズム』枠にて放送。 |
| 七つの大罪（第1期）                                           | A-1 Pictures                                          | 2014年10月5日 - 2015年3月29日  | 全24話 | 『週刊少年マガジン』原作アニメの放送は当枠で初となる。2015年1月4日に特別番組を放送。 |
| アルスラーン戦記（第1期）                                     | ライデンフィルム ×サンジゲン                          | 2015年4月5日 - 9月27日         | 全25話 | 小説および『別冊少年マガジン』原作アニメの放送は当枠で初となる。 荒川弘による漫画版準拠だが、第11話以降はアニメが先行する。 |
| 機動戦士ガンダム 鉄血のオルフェンズ（第1期）                  | サンライズ                                            | 2015年10月4日 - 2016年3月27日  | 全25話 | BSデジタル放送ではBS11の『アニメ+』枠にて1クール遅れネット。 |
| 僕のヒーローアカデミア（第1期）                               | ボンズ                                                | 2016年4月3日 - 6月26日         | 全13話 | 当枠では『戦国BASARA弐』以来の1クールの作品となる。 BSデジタル放送ではBS11の『ANIME+』枠にて2クール遅れネット。 第2期以降は読売テレビ製作となり、日本テレビ系列の土曜夕方5時30分枠で放送。 |
| アルスラーン戦記 風塵乱舞                                     | ライデンフィルム                                      | 2016年7月3日 - 8月21日         | 全8話 | テレビアニメ第2期。 |
| 七つの大罪 聖戦の予兆                                         | A-1 Pictures                                          | 2016年8月28日 - 9月18日        | 全4話 | 原作者書き下ろしの完全新作スペシャルエピソード。第1期の後日譚。 第2期は2018年1月から『アニメサタデー630』第1部で放送。 第3期、第4期はテレビ東京制作となり、テレビ東京系列(在阪準キー局ではテレビ大阪)で放送。 |
| 機動戦士ガンダム 鉄血のオルフェンズ（第2期）                  | サンライズ                                            | 2016年10月2日 - 2017年4月2日   | 全25話 | 第1期の終了から6か月空けての放送となる。また、第1期『日5』枠としては最後のアニメ作品である。 放送開始直前の2016年9月25日と2017年1月8日には特別番組が放送された。 |
| 本放送作品（第2期）                                           |                                                       |                                | | |
| 呪術廻戦（第1期）                                             | MAPPA                                                 | 2022年4月3日 - 9月11日         | 全24話 | 『スーパーアニメイズム』枠で本放送した作品の再放送。 各話に新たに副題を付け、副音声ではキャストによるオーディオコメンタリーを実施する。 放送終了後の2022年9月18日に特別番組を放送。 |
| 機動戦士ガンダム 水星の魔女（Season1）                        | バンダイナムコフィルムワークス （サンライズレーベル） | 2022年10月2日 - 2023年1月8日   | 全12話 | 前週にはイベント公開等されていたアニメ作品『PROLOGUE』が放送された。 本作より冒頭にジングルが放送されている(第12話を除く)。 |
| 機動戦士ガンダム 閃光のハサウェイ                             | サンライズ                                            | 2023年1月15日 - 2月5日         | 全4話 | 「閃光のハサウェイ」と「NT」は劇場アニメの編集版。「サンダーボルト」はOVAの編集版。 |
| 機動戦士ガンダム サンダーボルト                               | サンライズ                                            | 2023年2月12日 - 2月26日        | 全3話 | 「閃光のハサウェイ」と「NT」は劇場アニメの編集版。「サンダーボルト」はOVAの編集版。 |
| 機動戦士ガンダムNT                                            | サンライズ                                            | 2023年3月5日 - 3月26日         | 全4話 | 「閃光のハサウェイ」と「NT」は劇場アニメの編集版。「サンダーボルト」はOVAの編集版。 |
| 機動戦士ガンダム 水星の魔女（Season2）                        | バンダイナムコフィルムワークス （サンライズレーベル） | 2023年4月9日 - 7月2日          | 全12話 | Season1の終了から3か月空けての放送となる。またSeason1と違い、話数毎にジングルのカラーが異なる。 |
| ゾン100〜ゾンビになるまでにしたい100のこと〜（第1話 - 第9話） | バグフィルム                                          | 2023年7月9日 - 9月24日         | 全9話 | 第10話から第12話は同年12月25日 23:40 - 翌1:10に放送された。 |
| シャングリラ・フロンティア（1st season）                      | C2C                                                   | 2023年10月1日 - 2024年3月31日  | 全25話 | 独自のジングルを使用。本作からBS日テレでの遅れネットを開始。 |
| 夜桜さんちの大作戦（第1期）                                   | SILVER LINK.                                          | 2024年4月7日 - 10月6日         | 全27話 | |
| シャングリラ・フロンティア（2nd season）                      | C2C                                                   | 2024年10月13日 - 2025年3月30日 | 全25話 | 1st seasonの終了から6か月空けて放送。独自のジングルを使用。 |
| ウィッチウォッチ                                              | バイブリーアニメーションスタジオ                      | 2025年4月6日 -                 | 全25話 | |
| 「魔法少女まどか☆マギカ 始まりの物語 / 永遠の物語」TV Edition | シャフト                                              | 2025年10月12日 -               | 全11話 | テレビシリーズは2011年1月期に金曜未明枠（アニメイズム枠の前身）にて放送。2012年に公開された劇場版総集編をTV Editionとして再編成。 |
| 正反対な君と僕                                                | ラパントラック                                        | 2026年1月 -                    | | 『少年ジャンプ+』原作アニメの放送は当枠で初となる。 |
| 特別単発放送                                                  |                                                       |                                | | |
| まんが日本昔ばなし デジタルリマスター版                       | グループ・タック                                      | 2011年4月10日                  | | かつてゴールデンタイムなどで放送された番組のアンコール放送。 |
| 進撃の巨人 特別編                                             | WIT STUDIO                                            | 2014年9月28日                  | 『アニメシャワー』枠などで本放送された番組のテレビ未放送話を放送。 2019年7月20日に『スーパーアニメイズム』枠で再放送。 | |